# Labena pudenda
Labena pudenda là một loài tò vò trong họ Ichneumonidae.